# Michael Patrick King
Michael Patrick King (Scranton, 14 settembre 1954) è un regista, produttore televisivo e sceneggiatore televisivo statunitense, vincitore di un Emmy Award.
Ha partecipato come sceneggiatore a show di successo come Will & Grace, Murphy Brown, The Sweet Life e 2 Broke Girls, ma il suo successo più grande è stato il telefilm Sex and the City per la HBO, di cui è stato produttore esecutivo, sceneggiatore di molti episodi tra cui tutti i finali di stagione e le prime puntate di ogni stagione (ad esclusione della prima, scritta da Darren Star). Ha diretto anche molti episodi dello show, e per la puntata The Real Me (Scrittrice in passerella) ha vinto un Emmy Award. È stato produttore esecutivo e sceneggiatore di un'altra serie HBO con protagonista Lisa Kudrow, The Comeback, che è terminata dopo la seconda stagione.
Nel 2008 ha scritto, diretto e prodotto il film basato sulla serie televisiva, Sex and the City e nel 2010 ha diretto il sequel intitolato Sex and the City 2.

## Filmografia

### Regista

#### Cinema
- Sex and the City (2008)
- Sex and the City 2 (2010)

#### Televisione
- Good Advice – serie TV, episodio 2x08 (1994)
- Sex and the City – serie TV, 10 episodi (1998-2004)
- The Comeback – serie TV, 8 episodi (2005-2014)
- 2 Broke Girls – serie TV, 5 episodi (2011-2017)
- AJ and the Queen – serie TV, 4 episodi (2020)
- And Just Like That... – serie TV, 16 episodi (2021-2025)

### Sceneggiatore

#### Cinema
- Sex and the City (2008)
- Sex and the City 2 (2010)

#### Televisione
- Hi Honey, I'm Home! – serie TV, episodio 1x06 (1991)
- Murphy Brown – serie TV, 10 episodi (1993)
- Good Advice – serie TV, episodio 2x01-2x04-2x11 (1994)
- Le cinque signore Buchanan (The 5 Mrs. Buchanans) – serie TV, episodio 1x11 (1994)
- Cybill – serie TV, 8 episodi (1996)
- Temporarily Yours – serie TV, 6 episodi (1997)
- Will & Grace – serie TV, episodi 1x11-1x19 (1999)
- Sex and the City – serie TV, 31 episodi (1998-2004)
- The Comeback – serie TV, 21 episodi (2005-2014)
- 2 Broke Girls – serie TV, 138 episodi (2011-2017)
- AJ and the Queen – serie TV, 10 episodi (2020)
- And Just Like That... – serie TV, 14 episodi (2021-2025)

### Produttore esecutivo
- Murphy Brown – serie TV, 10 episodi (1993)
- Cybill – serie TV, 8 episodi (1996)
- Will & Grace – serie TV, 5 episodi (1998-1999)
- Sex and the City – serie TV, 93 episodi (1998-2004)
- The Comeback – serie TV, 21 episodi (2005-2014)
- 2 Broke Girls – serie TV, 138 episodi (2011-2017)
- AJ and the Queen – serie TV, 10 episodi (2020)
- And Just Like That... – serie TV, 33 episodi (2021-2025)

### Produttore
- Sex and the City (2008)
- Sex and the City 2 (2010)